# Vincenzo Lancia
Vincenzo Lancia (ur. 24 sierpnia 1881 w Fobello w pobliżu Turynu, zm. 15 lutego 1937) – konstruktor i producent samochodów osobowych marki Lancia.
Jego ojciec, szlachcic, Giuseppe Lancia, był zamożnym producentem konserw, posiadał rezydencję w Turynie.
Vincenzo, zwany w domu Censin, w zamyśle ojca miał zostać adwokatem, jednak nie wykazywał zainteresowania nauką, dlatego przeniesiono go do szkoły średniej dla księgowych i umieszczono go w internacie, z którego po pewnym czasie uciekł.
Censin zamiast się uczyć wolał przebywać w warsztacie braci Ceirano, mieszczącym się w podwórzu rodzinnej kamienicy, gdzie wyrabiano początkowo rowery, a następnie samochody, marki Welleyes. Tam też nauczył się zawodu mechanika samochodowego oraz zatrudnił się jako księgowy.
W 1906 Vincenzo Lancia i jego przyjaciel Claudion Fogolin założyli przedsiębiorstwo Lancia produkujące samochody. Vincenzo Lancia osobiście nadzorował prace rozwojowe i czasami sam testował prototypy, jako dawny kierowca wyścigowy u Fiata.
Zmarł na zawał serca w wieku lat 56, pozostawiając żonę z trojgiem dzieci.